# Колейник Семен Андрійович
Коле́йник Семе́н Андрі́йович (нар. 1983, Вознесенськ, Миколаївська область, Українська РСР) — український військовослужбовець, десантник, полковник Збройних сил України, екс-командир батальйону «Фенікс». Заступник Командувача Сил безпілотних систем  Збройних сил України. Позивний «Браво».

## ЖИТТЄПИС:
Закінчив аеромобільний факультет Одеського інституту Сухопутних військ, після чого проходив службу у Миколаївській 79-ій окремій аеромобільній бригаді.
У червні—липні 2014 року, під час російсько-української війни, будучи заступником командира 2-го батальйону 79-ї ОАеМБр, командував обороною висоти біля прикордонного селища Маринівка поблизу переправи через річку Міус (сектор «Д») та здійснював прикриття українських військ, які заглибились у сектор «Д» до пропускного пункту Ізварине та відсікли сепаратистів від кордону. Після невдалих спроб штурму висоти терористичні угрупування були підтримані вогнем безпосередньо з території Росії. З 16 липня, після взяття Маринівки терористами, висота постійно обстрілювалась, в тому числі — з території Росії. В окремі дні обстріли тривали понад 19 годин. Маючи серйозні втрати серед особового складу, без наказу командування та за інформаційної підтримки волонтера Юрія Бірюкова вивів у тил 75 поранених десантників своєї бригади. Не зважаючи на контузію, залишився на зайнятій висоті для прикриття евакуації.
У середині серпня 2014 року розпочав формування добровольчого десантно-штурмового батальйону «Фенікс» 79-ї оаембр.
Того ж року вступив до Національного університету оборони України.
З 2016-го року проходив службу на різних посадах у Силах Спеціальних Операцій України. 
У 2019-му році отримав звання полковника Збройних сил України.
Після повномасштабного вторгнення керував підрозділами під час оборони Києва, Харкова, а також під час контрнаступу на Херсонському напрямку.
2023-2024 рр. проходив навчання у Національному університеті оборони США, форт МакНейр.
З 2024 року – заступник Командувача Сил безпілотних систем ЗСУ

## Нагороди та звання
Нагороджений орденом Богдана Хмельницького III ст. (21 серпня 2014) — за особисту мужність і героїзм, виявлені у захисті державного суверенітету та територіальної цілісності України, вірність військовій присязі, високопрофесійне виконання службового обов'язку.
Нагороджений недержавною відзнакою орденом «Народний Герой України» (8 травня 2016).
Почесний громадянин міста Вознесенська, за заслуги перед українським народом нагороджений знаком «За заслуги перед містом», (рішення Вознесенської міськради № 1 від 21 квітня 2017).
15 грудня 2020 року нагороджений почесною грамотою Верховної Ради України "За особливі заслуги перед українським народом".
12 травня 2024 року на честь полковника Колейника було піднято американський прапор над Капітолієм.